# Demonische lach
Een demonische lachⓘ is de clichématige lach van een booswicht in fictie. Als een superschurk in strips demonisch lacht wordt dat vaak weergegeven met mwahaha, muhaha of muwhahaha. (Vergelijk met Ho ho ho). Deze woorden worden ook geregeld gebruikt op blogs, bulletinboards en computerspelletjes. Daar worden ze in het algemeen gebruikt als een soort overwinning is behaald, of om superioriteit over iemand anders aan te geven.
Bij mannen begint de lach als een laag gerommel, achter in de keel, langzaam opwerkend naar een luid gekakel. Voor vrouwen begint het met een hees schraapgeluid en rijst naar een maniakale lach.
Sommige protagonisten gebruiken een demonische lach, ofwel als bijkomstigheid van geestelijke instabiliteit, of slechts om een gevoel van belangwekkendheid te laten zien, zoals een booswicht zou doen.